# Bill Boner

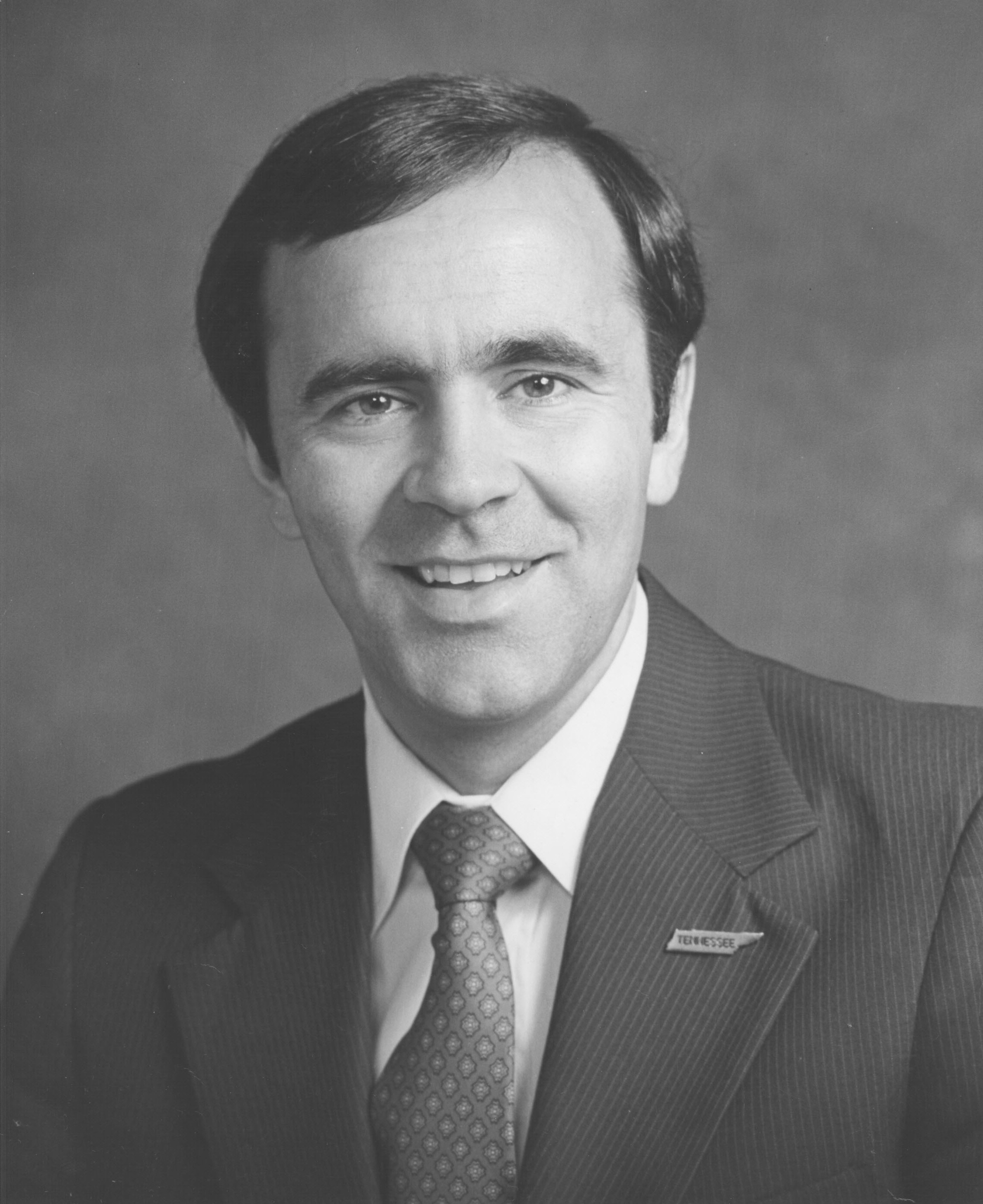
Bill Boner

William Hill „Bill“ Boner (* 14. Februar 1945 in Nashville, Tennessee) ist ein US-amerikanischer Politiker.
Bill Boner besuchte die Middle Tennessee State University in Murfreesboro und erhielt dort 1967 seinen Bachelor of Science. Seinen Master of Arts erwarb er 1969 am Peabody College in Nashville. Er arbeitete von 1972 bis 1976 im Bankgewerbe sowie zwischen 1976 und 1977 als juristischer Angestellter. Von 1970 bis 1972 sowie von 1974 bis 1976 gehörte Boner dem Repräsentantenhaus von Tennessee an. Danach saß er von 1976 bis 1978 im Staatssenat.
1978 wurde Boner als Demokrat in den 96. Kongress gewählt und vertrat dort den fünften Wahlbezirk des Bundesstaates Tennessee vom 3. Januar 1979 bis zu seinem Rücktritt am 5. Oktober 1987 im US-Repräsentantenhaus. Boner war zuvor am 22. September 1987 als Nachfolger von Richard H. Fulton zum Bürgermeister von Nashville gewählt worden und trat das Amt nun am 5. Oktober an. Er absolvierte eine Amtsperiode, war also bis 1991 Bürgermeister.